# Janusz Kaleta

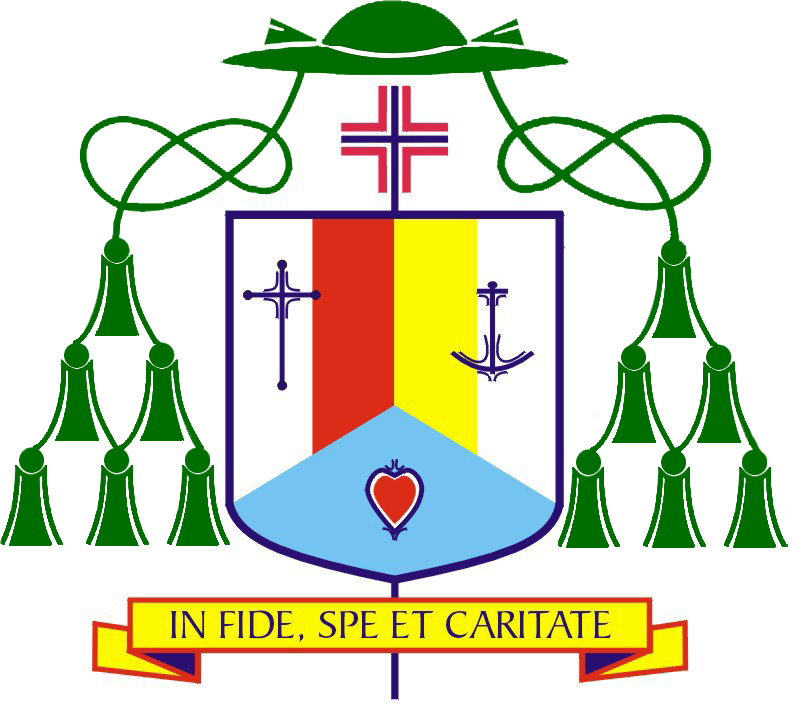
Wappen von Janusz Kaleta

Janusz Wiesław Kaleta (* 11. Oktober 1964 in Łazy, Gmina Rzezawa, Polen) ist ein ehemaliger römisch-katholischer Geistlicher. Von 2011 bis 2014 war er Bischof von Karaganda.

## Leben
Janusz Kaleta studierte am Interdisziplinären Theologischen Institut für Bioethik der Päpstlich-Theologischen Akademie Krakau und an der Katholisch-Theologischen Fakultät der Universität Innsbruck. Er empfing am 4. Juni 1989 die Priesterweihe für das Bistum Tarnów durch den Erzbischof von Tarnów, Jerzy Karol Ablewicz, und war zunächst in der Seelsorge tätig, später als Wissenschaftlicher Assistent an der Akademie Krakau, wo er auch promoviert wurde.
Papst Johannes Paul II. bestellte ihn mit Gründung der Apostolischen Administratur Atyrau in Kasachstan am 7. Juli 1999 zu deren Apostolischem Administrator. 2006 ernannte ihn Papst Benedikt XVI. zum Titularbischof von Phelbes. Die Bischofsweihe spendete ihm am 23. November 2006 in Rom Kardinalstaatssekretär Angelo Kardinal Sodano; Mitkonsekratoren waren Wiktor Skworc, Bischof von Tarnów, und Henry Theophilus Howaniec OFM, Bischof von Almaty.
Am 5. Februar 2011 berief Papst Benedikt XVI. Janusz Kaleta zum Bischof von Karaganda. Papst Franziskus nahm am 15. Juli 2014 seinen Rücktritt als Bischof von Karaganda an. Am 15. Juni 2016 wurde er laisiert. Polnische Medien berichteten, dass der Grund dafür eine langjährige und zuletzt nicht mehr zu verheimlichende Liebesbeziehung zu einer Frau war.